# Bundoran
Bundoran (Bun Dobhráin en irlandais) est une station balnéaire du comté de Donegal en république d'Irlande.
Le tourisme est une ressource majeure de la ville où la renommée des conditions de surf a fait le tour du monde. La ville dispose également d'un terrain de golf, d'une piscine avec toboggans.
Traversée par la Nationale N15 près de Ballyshannon, Bundoran se situe à moins de trois heures et demie de route de Dublin.
La ville de Bundoran compte 2 140 habitants.

## Jumelage
La ville fait partie du douzelage depuis 1991.
 Bachant (France) depuis 2005.